# 1979 w Wojsku Polskim
Kalendarium Wojska Polskiego 1979 – wydarzenia w Wojsku Polskim w roku 1979.

## Styczeń
- odbyły się rozgrywki finałowe w Centralnym Ośrodku Szkolenia Specjalistów Technicznych Wojsk Lotniczych w konkursie–współzawodnictwie służb technicznych jednostek lotniczych Wojsk Lotniczych, OPK, Marynarki Wojennej i MSW[1][2]

2 stycznia
- w związku z klęską żywiołową, na trasach do Wejherowa i Helu marynarze uwalniali ugrzęzłe w śniegu samochody i pociągi

## Luty
14 lutego
- w Créteil (Francja) zmarł generał brygady Wacław Piekarski

## Marzec
6 marca
- podsumowano dorobek w zakresie racjonalizacji i nowatorstwa w Wojskach Lotniczych[2]

19 marca
- Minister Obrony Narodowej wydał zarządzenie Nr 9/MON w sprawie utworzenia Wojskowego Studium Nauczania Języków Obcych w Łodzi[3]

27 marca
- w Dowództwie Wojsk Lotniczych w Poznaniu odbył się Zlot Pilotów Roku 1978[1][2]

## Kwiecień
- udział żołnierzy w akcji przeciwpowodziowej[4]

5 kwietnia
- szef Zarządu II-zastępca szefa Sztabu Generalnego WP, generał brygady Czesław Kiszczak został wyznaczony na stanowisko szefa Wojskowej Służby Wewnętrznej. Dotychczasowy szef WSW, generał dywizji Teodor Kufel został dyrektorem generalnym w Ministerstwie Spraw Zagranicznych.

27 kwietnia
- w Sejmie odbyło się pierwsze czytanie ustawy o zmianie ustawy z dnia 21 listopada 1967 o powszechnym obowiązku obrony Polskiej Rzeczypospolitej Ludowej[4]

## Maj
- ćwiczenie „Tarcza 79”
- ćwiczenia w Marynarce Wojennej i Śląskim Okręgu Wojskowym

9 maja
- z okazji Narodowego Święta Zwycięstwa i Wolności tytuły i odznaki „Zasłużony Pilot Wojskowy PRL” otrzymali:

generał dywizji Tadeusz Krepski,
generałowie brygady: Michał Polech, Andrzej Rybacki i Józef Kowalski,
pułkownicy: Adam Bidziński, Marian Bondzior, Kazimierz Ciepiela, Zdzisław Czech, Mirosław Kopciuch, Tytus Krawczyc, Henryk Rzemieniecki i Edward Zamorski,
podpułkownicy: Zofia Andrychowska, Zbigniew Dziedzic, Edward Jaszek i Michał Sołtowski

## Czerwiec
9 czerwca
- podpułkownik dyplomowany pilot Mirosław Hermaszewski przebywał z oficjalną wizytą w redakcji „Skrzydlata Polska”[1]

## Lipiec
- minister obrony narodowej, generał armii Wojciech Jaruzelski przyjął odchodzącego w stan spoczynku generała brygady Edwarda Szpitla

10 lipca
- w Narviku odsłonięto pomnik Polskiego Żołnierza i Marynarza[6]

## Sierpień
5 sierpnia
- w Warszawie zmarł pułkownik dyplomowany w stanie spoczynku Kazimierz Pluta-Czachowski

7 sierpnia
- w Warszawie zmarł pułkownik w stanie spoczynku Gustaw Alef-Bolkowiak

23 sierpnia
- przed Krajowym Portem Lotniczym w Warszawie odsłonięto obelisk „Ku Czci Żołnierzy Wojska Polskiego” poległych w obronie lotniska w 1939 roku[1]

25 sierpnia
- 11 Pułk Lotnictwa Myśliwskiego OPK im. „Osadników Ziemi Dolnośląskiej” został odznaczony Krzyżem Komandorskim Orderu Odrodzenia Polski[1][5]

## Wrzesień
- odbyły się zawody użyteczno–bojowe wojsk OPK o tytuł „Mistrza Walki”[1]

1 września
- weszła w życie ustawa z dnia 28 czerwca 1979 o zmianie ustawy o powszechnym obowiązku obrony Polskiej Rzeczypospolitej Ludowej[7]

24 września
- minister obrony narodowej, generał armii Wojciech Jaruzelski przyjął odchodzącego w stan spoczynku generała dywizji Bolesława Chochę

## Październik
- zostały przeprowadzone ćwiczenia w Marynarce Wojennej i Śląskim Okręgu Wojskowym[4]

8 października
- w Belwederze I sekretarz KC PZPR Edward Gierek odznaczył członka Biura Politycznego KC PZPR, prezesa Rady Ministrów i generała dywizji w stanie spoczynku Piotra Jaroszewicza Krzyżem Grunwaldu I klasy „w uznaniu jego wybitnych zasług w tworzeniu i rozwoju Wojska Polskiego oraz wkładu w budowę siły gospodarczej Polski i umocnienie jedności narodu, za ofiarną służbę ojczyźnie i w związku z 70 rocznicą urodzin”

11 października
- minister obrony narodowej wyróżnił 19 żołnierzy wpisem do „Honorowej Księgi Czynów Żołnierskich”

12 października
- w Pucku, na terenie dawnego lotniska, odsłonięto tablicę na obelisku upamiętniającym czyn zbrojny polskich lotników morskich[1]

27 października
- w Wyższej Oficerskiej Szkole Lotniczej w Dęblinie odbył się zlot kombatantów–seniorów lotnictwa[1]

## Listopad
4 listopada
- w Warszawie odbyło się posiedzenie Komitetu Ministrów Obrony Układu Warszawskiego[4]